# Ato noturno
Ato noturno es una próxima película de suspenso erótico brasileña dirigida por Marcio Reolon y Filipe Matzembacher. La película sigue a un actor y un político, quienes inician un romance secreto y juntos descubren su fetiche por tener sexo en lugares públicos. La película seleccionada en Panorama 2025 tendrá su estreno en el 75º Festival Internacional de Cine de Berlín en febrero de 2025.

## Elenco
- Gabriel Faryas como Matías
- Cirillo Luna como Rafael
- Henrique Barreira como Fabio
- Ivo Müller como Camilo
- Kaya Rodrigues como Pâmela Almeida
- Larissa Sanguiné como Larissa
- Gabriela Greco como Sofía Alcantara
- Antonio Czamanski como Dr. Otávio

Ato noturno tendrá su estreno mundial en la sección Panorama del 75º Festival Internacional de Cine de Berlín, que se celebrará del 13 al 23 de febrero de 2025.
En diciembre de 2024, la empresa berlinesa M-Appeal adquirió los derechos de comercialización de la película.

## Reconocimientos
| Otorgar                                  | Fecha                 | Categoría                                         | Beneficiario                        | Resultado     | Ref.  |
| ---------------------------------------- | --------------------- | ------------------------------------------------- | ----------------------------------- | ------------- | ----- |
| Festival Internacional de Cine de Berlín | 23 de febrero de 2025 | Premio del público Panorama al mejor largometraje | Marcio Reolon y Filipe Matzembacher | En proceso... | [ 2 ] |
| Festival Internacional de Cine de Berlín | 23 de febrero de 2025 | Premio Teddy a la mejor película                  | Marcio Reolon y Filipe Matzembacher | Nominado      | [ 6 ] |